# Liv Lisa Fries
Liv Lisa Fries, née le 31 octobre 1990 à Berlin, est une actrice allemande.
Elle est notamment connue pour son rôle de Charlotte Ritter dans Babylon Berlin.

## Biographie

### Jeunesse
Liv Lisa Fries grandit à Berlin avec ses parents et une sœur cadette, Elle obtient son Abitur en 2010 et commence des études de philosophie et de littérature, qu'elle abandonne pour se consacrer au cinéma. Elle vit toujours à Berlin.
Outre l'allemand, elle parle couramment l'anglais et le français, et a aussi des notions de mandarin.

### Carrière
En visionnant le film Léon à quatorze ans, Liv Lisa Fries est frappée par le jeu de Natalie Portman. Elle fréquente une école d'art dramatique à Berlin. Elle obtient son premier rôle en 2005 dans le film Les Particules élémentaires, mais il est coupé au montage.
En 2007, elle fait sa première apparition télévisée dans un épisode du Schimanski, aux côtés de Götz George.
En 2010, elle attire l'attention des critiques grâce à son jeu dans le téléfilm Sie hat es verdient. Elle y joue Linda, une adolescente agressive et frustrée. Elle admet s'être sentie seule et isolée durant le tournage.
Fries joue en 2013 le rôle de Lea dans le film J'irai mourir demain. Les critiques sont emballés par son jeu d'une jeune femme souffrant de la mucoviscidose, et qui demande l'euthanasie en Suisse. Selon Fries, elle s'est préparée pour le film en parlant avec une patiente atteinte de la mucoviscidose. Elle a d'ailleurs monté des escaliers en respirant avec une paille.
Depuis 2017, elle tient le rôle de Charlotte Ritter dans la série Babylon Berlin, considérée comme la série télévisée allemande la plus chère de l'histoire. Elle incarne une jeune femme « garçonne » et féministe qui travaille comme secrétaire pour la police de Berlin, mais souhaite devenir la première femme inspectrice au sein de la brigade criminelle. Fries a lu plusieurs livres sur le féminisme des années 1920 afin de mieux appréhender le contexte historique et les motivations de son personnage.
Elle apparaît également en 2017 dans la série américaine de science-fiction Counterpart. Elle y joue le rôle secondaire de Greta, une barista qui s'amourache de Baldwin, l'un des personnages principaux. La série a été en partie tournée à Berlin, la ville de la naissance de l'actrice.

## Filmographie

### Cinéma
- 2008 : La Vague de Dennis Gansel : Laura
- 2010 : Unbelehrbar de Anke Hetschel : Jenny
- 2010 : Bis aufs Blut - Brüder auf Bewährung (de) de Oliver Kienle (de) : Caro
- 2011 : Romeos de Sabine Bernardi : Ine
- 2012 : Staudamm de Thomas Sieben : Laura
- 2013 : J'irai mourir demain de Frederik Steiner (de) : Lea
- 2014 : Die Präsenz (de) de Daniele Grieco : Rebecca Winter
- 2015 : Heil (de) de Dietrich Brüggemann : Nina Schmidt
- 2015 : Boy 7 de Özgür Yıldırım (de) : Safira
- 2016 : Lou Andreas-Salomé de Cordula Kablitz-Post : Lou Andreas-Salomé (jeune)
- 2017 : Rakete Perelman (de) de Oliver Alaluukas (de) : Jen
- 2018 : Prélude de Sabrina Sarabi (sorti le 01.04.2018 aux États-Unis)
- 2021 : Hinterland de Stefan Ruzowitzky : Dr Körner
- 2021 : L'Étau de Munich (Munich: The Edge of War) de Christian Schwochow : Lenya
- 2023 : Freud, la dernière confession (Freud's Last Session) de Matthew Brown : Anna Freud
- 2024 : Berlin, été 42 (In Liebe, Eure Hilde) d'Andreas Dresen : Hilde Coppi

### Télévision

#### Téléfilms
- 2008 : À la poursuite du trésor oublié de Ralf Huettner (de) : Kriemhild Meiers
- 2008 : Guter Junge (de) de Torsten C. Fischer (de) : Jennifer
- 2009 : Liebling, weck die Hühner auf (de) de Matthias Steurer (de) : Sabine
- 2010 : Sie hat es verdient (de) de Thomas Stiller (de) : Linda
- 2011 : Eine halbe Ewigkeit (de) de Matthias Tiefenbacher (de) : Elisabeth (jeune)
- 2011 : Vater Mutter Mörder (de) de Niki Stein (de) : Katja Ramelow
- 2012 : Schneeweißchen und Rosenrot (2012) (de) de Sebastian Grobler (de) : Rosenrot
- 2016 : Die Ermittler - Nur für den Dienstgebrauch (de) de Florian Cossen (de) : Charlotte Ahler
- 2021 : Mon enfant différent de Max Fey : Eva

#### Séries télévisées
- 2007 : Schimanski - Épisode 14 : Lena Krawe
- 2012 : Bella Block (de) - Épisode 30 : Jana Winter
- 2013 : Polizeiruf 110 - Épisode 331 : Juliane
- 2013 : Frauen die Geschichte machten (Série documentaire) : Sophie Scholl
- 2014 : Tatort - Épisode 900 : Felicitas
- depuis 2017 : Babylon Berlin - Charlotte Ritter (40 épisodes - en cours)
- depuis 2017 : Counterpart - Greta (4 épisodes - en cours)